# Kristianstad Österlen Airport
Kristianstad Airport (IATA: KMD, ICAO: ESMK) is een luchthaven ten zuidwesten van Kristianstad (Skåne), Zweden. De luchthaven ligt bij het dorpje Everöd.